# Tercer Gobierno Núñez Feijóo
El Tercer Gobierno Núñez Feijóo (gallego: Terceiro Goberno Feijóo) fue el gobierno autónomo de Galicia entre el 14 de noviembre de 2016 y el 7 de septiembre de 2020, bajo la X legislatura del Parlamento.
Estuvo liderado por el conservador Alberto Núñez Feijóo, tras la victoria del PP con mayoría absoluta en las elecciones parlamentarias. Sucedió al gobierno de Feijóo II y cedió el poder al cuarto gobierno de Feijóo, tras la nueva victoria del PP en las elecciones de 2020.

## Historia
Este gobierno estuvo encabezado por el presidente conservador saliente de la Junta de Galicia, Alberto Núñez Feijóo. Estuvo formado y apoyado por el Partido Popular (PP). Solo tiene 41 diputados de 75, o el 54,7% de los escaños del Parlamento de Galicia.
Se formó tras las elecciones parlamentarias del 25 de septiembre de 2016.
Sucedió así al gobierno de Feijóo II, también constituido y apoyado únicamente por el Partido Popular.

### Formación
Alberto Núñez Feijóo anunció el 1 de agosto de 2016, tras una reunión extraordinaria del consejo de gobierno, que tenía intención de convocar elecciones parlamentarias para el 25 de septiembre siguiente. Renueva así la tradición de convocar el voto gallego con el del País Vasco y renuncia por tanto a tener un calendario electoral propio, con elecciones inicialmente anunciadas para el mes de octubre. Las encuestas confirmaron al presidente saliente, otorgando de nuevo al Partido Popular 41 diputados de 75, mientras que el partido En Marea aventajaba en votos al Partido Socialista.
El 10 de noviembre, Alberto Núñez Feijóo obtuvo la investidura del Parlamento para una tercera legislatura consecutiva con el apoyo únicamente de los diputados del PP, luego prestó juramento dos días después en el recinto parlamentario, en particular ante el presidente del gobierno Mariano Rajoy y la presidenta del Congreso de los Diputados Ana Pastor Julián. Indicó el 13 de noviembre que la composición de su tercer gobierno, que asumiría sus funciones un día después, sería idéntica a la del ejecutivo saliente.

### Evolución
El 27 de septiembre de 2018, el presidente de la Junta orquestó una reorganización gubernamental para permitir que José Manuel Rey Varela  y Beatriz Mato fueran candidatos en las elecciones municipales del 26 de mayo de 2019, respectivamente en Ferrol y La Coruña. En esta ocasión dividió en dos la Secretaría de Cultura y Educación, encomendando al concejal Román Rodríguez González la cartera de Cultura y Turismo, y a la académica Carmen Pomar las funciones de Consejera de Educación; y reasigna al Departamento de Medio Ambiente del que Ángeles Vázquez Mejuto pasa a ser titular las competencias en materia de vivienda. José González Vázquez reemplaza a este último como asesor de Mundo Rural, mientras que la directora general de Mayores Fabiola García asciende a asesora de Política Social.

## Composición
| | |                                                                          |                                                                           |  |
| Tercer Gobierno de Alberto Núñez Feijóo                                                                                           | |                                                                          |                                                                           |  |
| 14 de noviembre de 2016 - 7 de septiembre de 2020                                                                                 | |                                                                          |                                                                           |  |
| | Partido Popular de Galicia |                                                                          |                                                                           |  |
| | Independiente |                                                                          |                                                                           |  |
| Presidente | Presidente |                                                                          | Alberto Núñez Feijóo 14 de noviembre de 2016-7 de septiembre de 2020      |  |
| Vicepresidente Presidencia, Administraciones Públicas y Justicia                                                                  | Vicepresidente Presidencia, Administraciones Públicas y Justicia                                                                  |                                                                          | Alfonso Rueda Valenzuela 14 de noviembre de 2016-7 de septiembre de 2020  |  |
| Hacienda | Hacienda |                                                                          | Valeriano Martínez García 14 de noviembre de 2016-7 de septiembre de 2020 |  |
| Medioambiente y Ordenación del Territorio (2016-2018) Medioambiente, Territorio y Vivienda (2018-2020)                            | Medioambiente y Ordenación del Territorio (2016-2018) Medioambiente, Territorio y Vivienda (2018-2020)                            |                                                                          | Beatriz Mato Otero 14 de noviembre de 2016-27 de septiembre de 2018       |  |
| Medioambiente y Ordenación del Territorio (2016-2018) Medioambiente, Territorio y Vivienda (2018-2020)                            | Medioambiente y Ordenación del Territorio (2016-2018) Medioambiente, Territorio y Vivienda (2018-2020)                            | Ángeles Vázquez Mejuto 27 de septiembre de 2018-7 de septiembre de 2020  |                                                                           |  |
| Infraestructura y Vivienda (2016-2018) Infraestructura y Movilidad (2018-2020)                                                    | Infraestructura y Vivienda (2016-2018) Infraestructura y Movilidad (2018-2020)                                                    |                                                                          | Ethel Vázquez Mourelle 14 de noviembre de 2016-7 de septiembre de 2020    |  |
| Educación, Cultura y Ordenación Universitaria (2016-2018) Educación, Formación Profesional y Ordenación Universitaria (2018-2020) | Educación, Cultura y Ordenación Universitaria (2016-2018) Educación, Formación Profesional y Ordenación Universitaria (2018-2020) |                                                                          | Román Rodríguez González 14 de noviembre de 2016-27 de septiembre de 2018 |  |
| Educación, Cultura y Ordenación Universitaria (2016-2018) Educación, Formación Profesional y Ordenación Universitaria (2018-2020) | Educación, Cultura y Ordenación Universitaria (2016-2018) Educación, Formación Profesional y Ordenación Universitaria (2018-2020) | Carmen María Pomar Tojo 27 de septiembre de 2018-7 de septiembre de 2020 |                                                                           |  |
| Cultura y Turismo | Cultura y Turismo |                                                                          | Román Rodríguez González 27 de septiembre de 2018-7 de septiembre de 2020 |  |
| Economía, Empleo e Industria | Economía, Empleo e Industria |                                                                          | Francisco Conde López 14 de noviembre de 2016-7 de septiembre de 2020     |  |
| Sanidad | Sanidad |                                                                          | Jesús Vázquez Almuíña 14 de noviembre de 2016-7 de septiembre de 2020     |  |
| Política Social | Política Social |                                                                          | José Manuel Rey Varela 14 de noviembre de 2016-27 de septiembre de 2018   |  |
| Política Social | Política Social | Fabiola García Martínez 27 de septiembre de 2018-7 de septiembre de 2020 |                                                                           |  |
| Medio Rural | Medio Rural |                                                                          | Ángeles Vázquez Mejuto 14 de noviembre de 2016-27 de septiembre de 2018   |  |
| Medio Rural | Medio Rural | José González Vázquez 27 de septiembre de 2018-7 de septiembre de 2020   |                                                                           |  |
| Mar | Mar |                                                                          | Rosa Quintana Carballo 7 de septiembre de 2020-14 de mayo de 2022         |  |